# Pterostylis banksii
Pterostylis banksii là một loài thực vật có hoa trong họ Lan. Loài này được R.Br. ex A.Cunn. miêu tả khoa học đầu tiên năm 1832.

## Hình ảnh

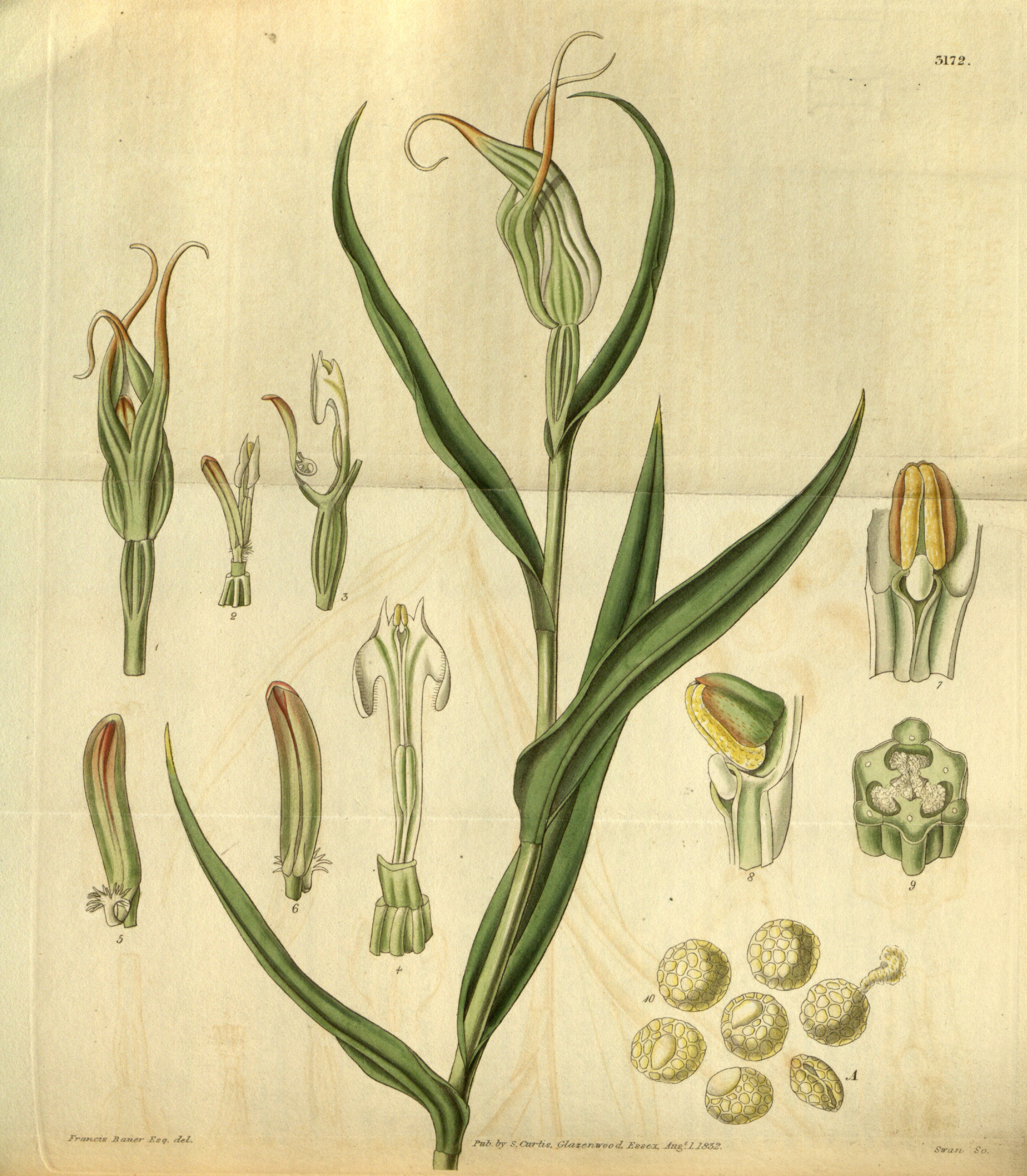
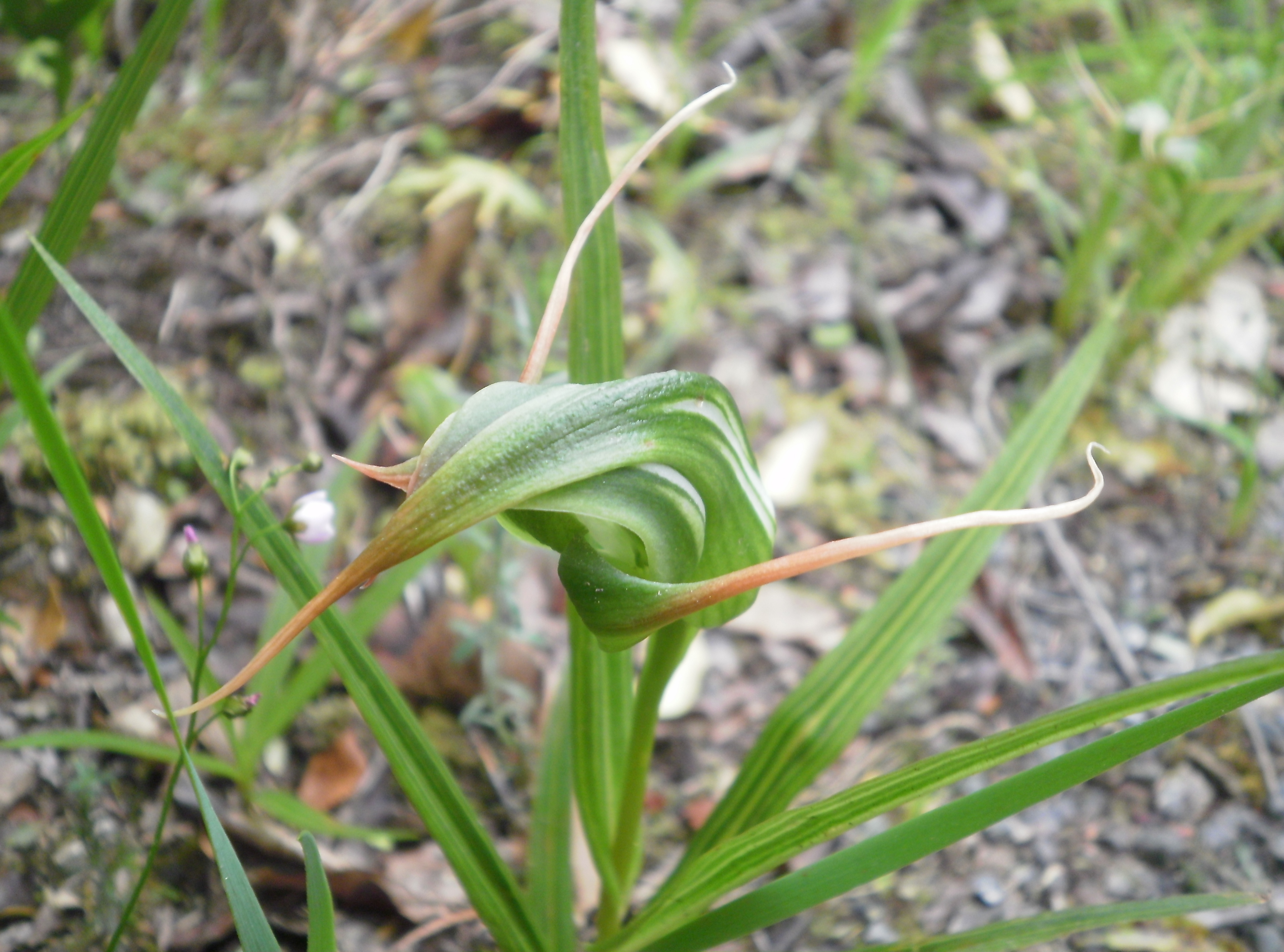
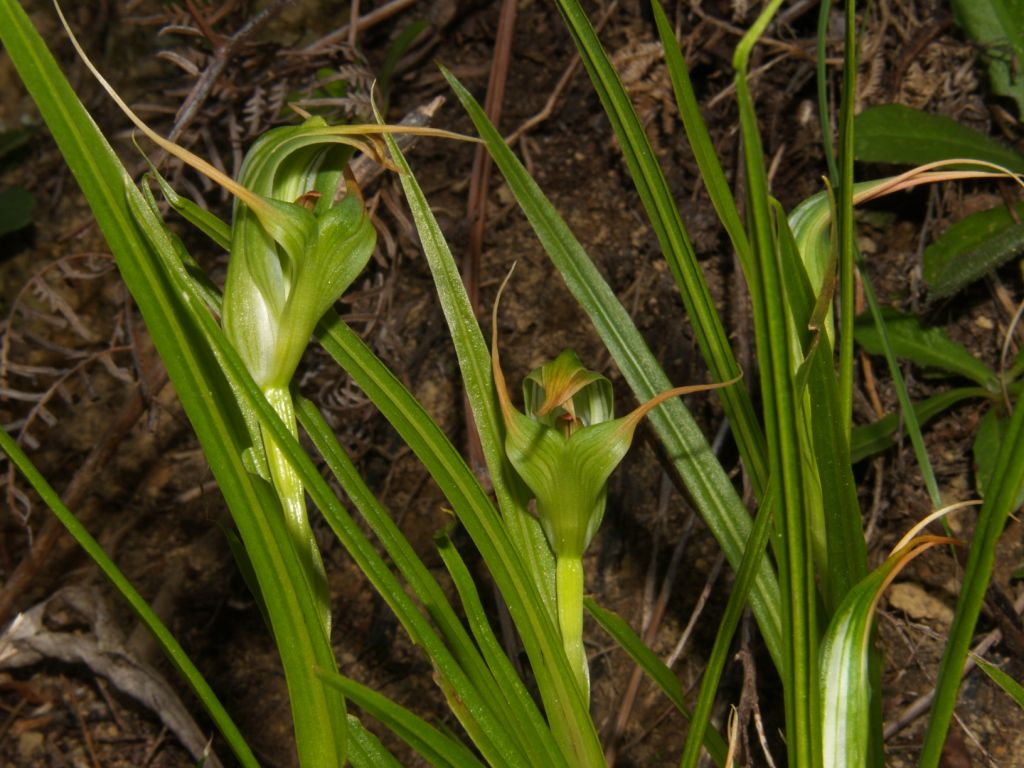
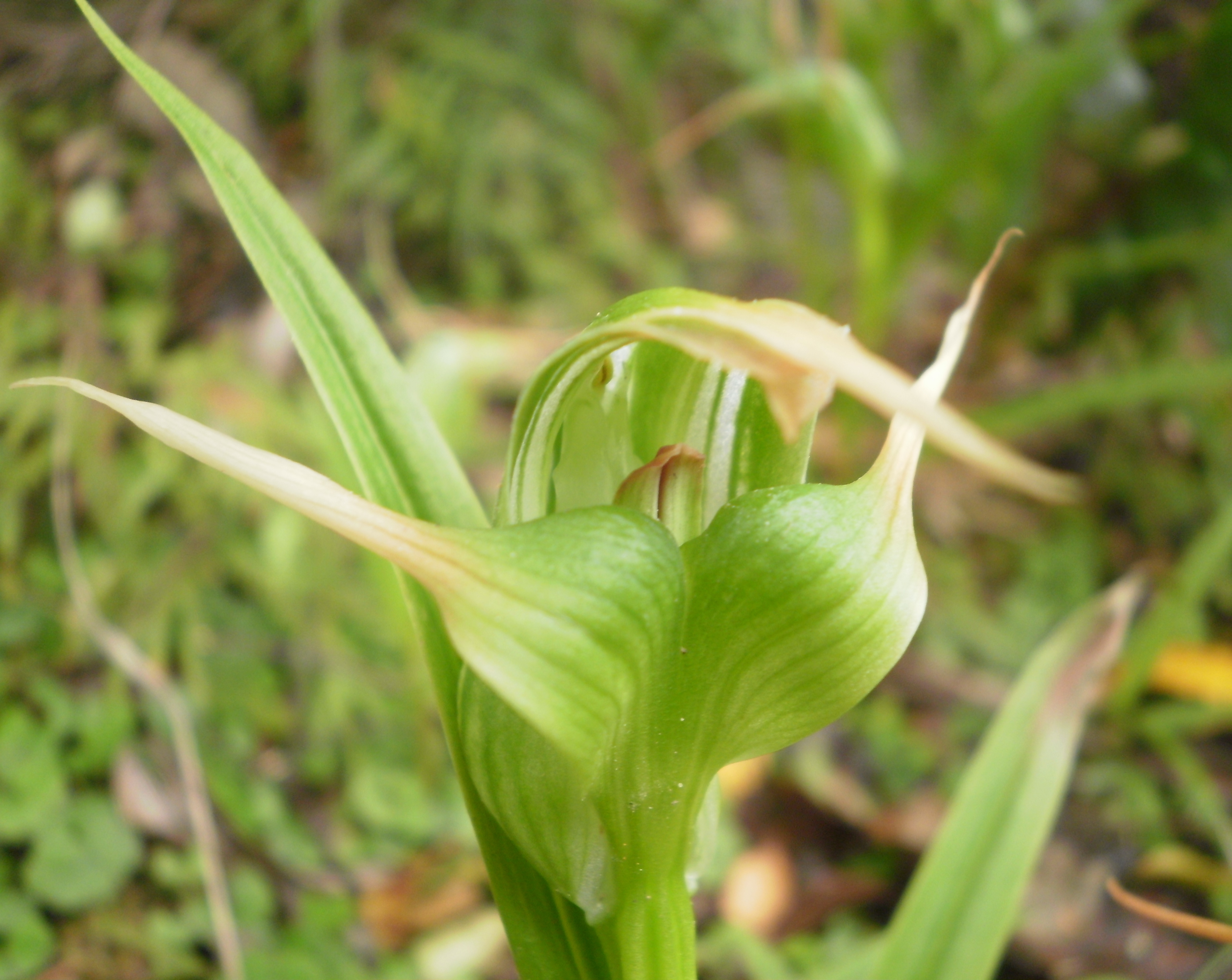